# Euxoa decora
Euxoa decora là một loài bướm đêm thuộc họ Noctuidae. Nó được tìm thấy ở miền nam và miền trung châu Âu, Maroc, Algérie, Kavkaz, Armenia, Issyk-Kul, Thổ Nhĩ Kỳ, Iran và Iraq.

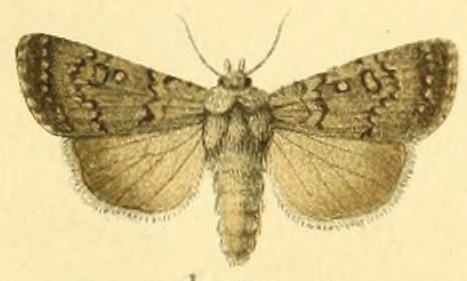
Hình minh họa

Sải cánh dài 38–41 mm. Con trưởng thành bay từ tháng 7 đến tháng 9 làm một đợt.
Ấu trùng ăn a wide range of low growing plants, bao gồm Anthyllis vulneraria.

## Phụ loài
- Euxoa decora decora (đông Alps và khu vực phụ cận phía đông, Bắc Ý)
- Euxoa decora simulatrix (tây Alps, Pyrenees)
- Euxoa decora splendida (Italy (Abruzzi))
- Euxoa decora macedonica (nam Nam Tư, tây bắc và nam Hy Lạp)
- Euxoa decora olympica (trung Hy Lạp (núi Olympus và núi Grammos)
- Euxoa decora hackeri (bắc Hy Lạp (núi Phalakron))

## Hình ảnh

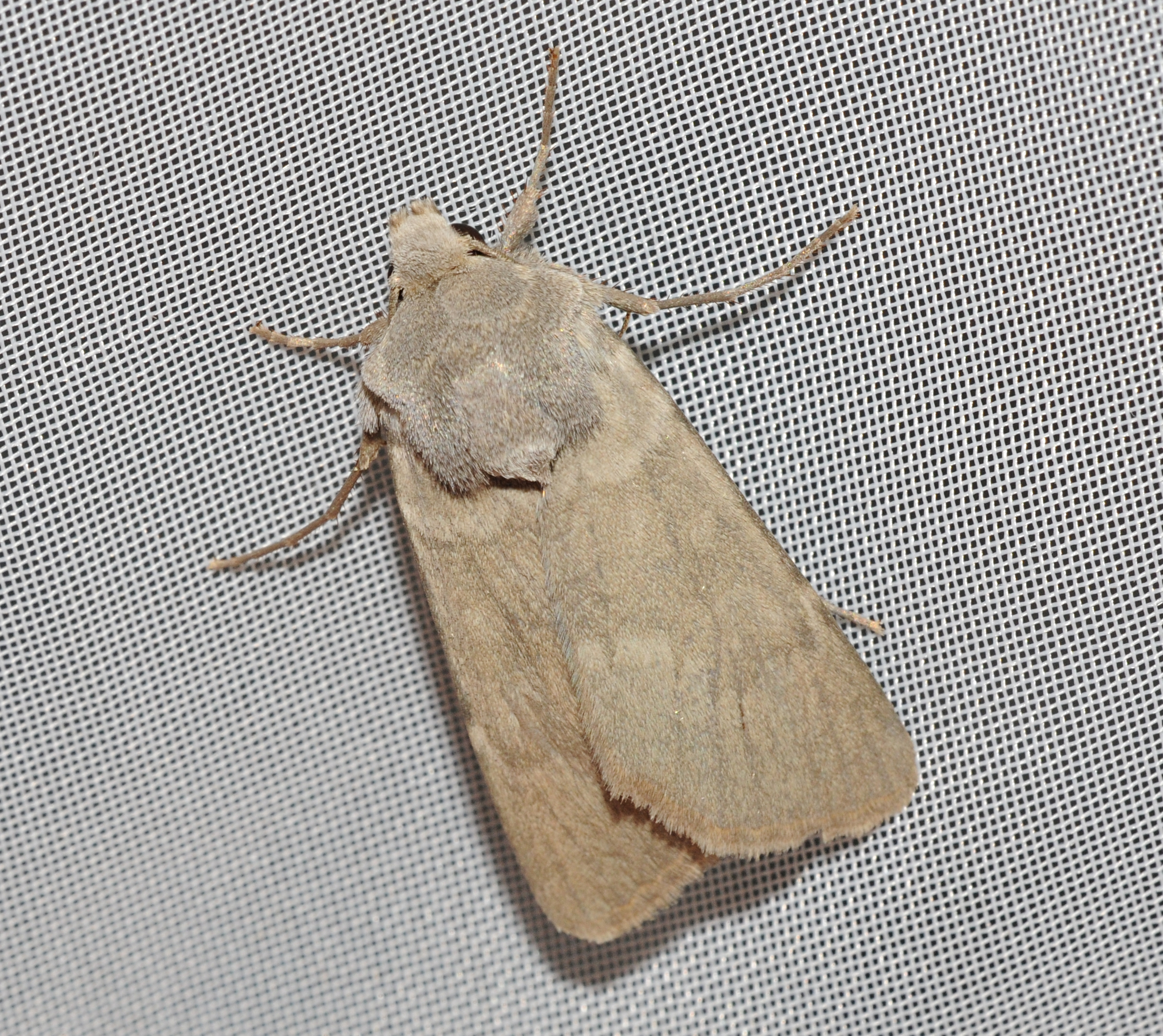
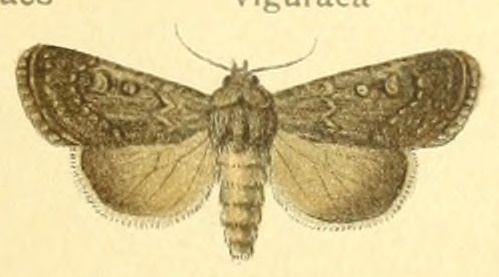
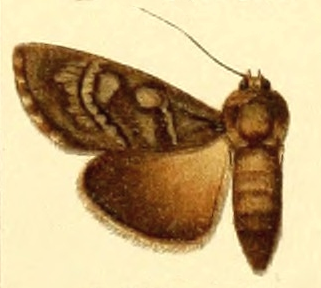